# Sarbia (powiat szamotulski)
Sarbia – wieś w Polsce, położona w województwie wielkopolskim, w powiecie szamotulskim, w gminie Duszniki. Na zachód od wsi przepływa Mogilnica.
| SIMC    | Nazwa | Rodzaj    |
| ------- | ----- | --------- |
| 0596346 | Huby  | część wsi |

W latach 1975–1998 wieś należała administracyjnie do województwa poznańskiego.
Miejscowość była znana już w 1394 roku. W 1580 była własnością Jana i Urszuli Sarbskich. Rejestry z ok. 1793 jako właściciela podają Chłapowskiego. Pod koniec XIX wieku majątek Sarbia liczył 10 domostw i 159 mieszkańców, wyznania katolickiego z wyjątkiem 5 ewangelików. Właścicielem był wtedy Henryk Prusimski.
W Sarbi w 1933 roku urodził się Feliks Wojciech Araszkiewicz, pedagog polski, wykładowca uczelni poznańskich oraz Wyższej Szkoły Pedagogicznej w Słupsku.
W rejestrze zabytków Narodowego Instytutu Dziedzictwa znajduje się park (decyzja nr 1841/A z 2 marca 1981).